# 869

## Esdeveniments
- Concili de Constantinoble IV
- 9 de setembre – Metz (Lotaríngia): Carles II el Calb es fa coronar rei en el lloc del seu nebot Lotari II, mort sense descendència.
- Lotaríngia (Frància Mitjana): Després de les amenaces de guerra de Lluís el Germànic, Carles II el Calb accepta repartir el regne amb ell i incorporar-ne les parts a la França Occidental i la Frància Oriental.
- Itàlia: L'emperador Lluís II el Jove ha de lluitar contra els musulmans que assolen les seves costes i els ducats del sud i no té temps per fer valer els seus drets d'hereu de la Lotaríngia del seu germà Lotari II.
- juliol - Bagdad: Mort el califa abbàssida Al-Mútazz, el succeeix el seu cosí Al-Muhtadí.
- Sòria (Emirat de Còrdova): Solimán ben Abús es revolta contra l'emir.
- Regne d'Astúries: El rei Alfons III es casa amb Ximena de Pamplona, filla de Garcia I de Pamplona.
- 5 de setembre – Bàssora (Iraq): Alí ibn Muhàmmad az-Zanjí es proclama mahdí i adopta les doctrines igualitàries dels kharigites.
- Batiha (Iraq): La regió queda sota el domini dels zandj.
- Bab al-Abwad (Caucas): Amb la decadència del califat, el governador local Haixim ibn Suraka de Derbent, es proclama independent i funda l'emirat dels Banu Hashim.
- Ànglia de l'Est (Britànnia): Els danesos envaeixen el país i, en la batalla que presenten els locals, maten el rei Edmon.
- Bulgària: Borís I és coronat rei dels búlgars, es converteix al cristianisme i declara la seva obediència al Papa de Roma.
- Constantinoble: Se celebra un concili ecumènic a la ciutat que disposa la deposició del patriarca de Constantinoble.
- 8 de gener – Constantinoble: Un terratrèmol sacseja la ciutat i esfondra part de la cúpula de la catedral de Santa Sofia.

## Naixements
- 2 d'agost - Samarra (Iraq): Muhàmmad al-Mahdí, dotzè imam dels xiïtes. (ocultació: 940)

## Necrològiques
- 8 d'agost – Piacenza (Itàlia): Lotari II, rei de la Lotaríngia.
- Comtat d'Urgell: Salomó, comte d'Urgell i Cerdanya.
- 14 de febrer – Roma: Sant Ciril, apòstol dels eslaus.
- juliol - Bagdad: Al-Mútazz, califa abbàssida.
- 20 de novembre – Ànglia de l'Est (Britànnia): Sant Edmon, rei del país. En batalla contra els danesos.
- Còrdova (Emirat de Còrdova): Eulogi, sacerdot cristià, promotor del martiri per protesta davant dels musulmans. Executat.
- Bagdad: Al-Jàhidh, escriptor en àrab.